# Apparition de la Vierge du Pilar à saint Jacques et à ses disciples de Saragosse
L'apparition de la Vierge du Pilar à Jacques et ses disciples de Saragosse (en espagnol : Aparición de la Virgen del Pilar a Santiago y a sus discípulos zaragozanos) est une œuvre de jeunesse de Francisco de Goya, peinte entre 1768 et 1769. C'est la seule peinture de Goya qui ait été exposée à Fuendetodos, ville natale du peintre, le 14 janvier 1996.

## Contexte
Le schéma de composition et iconographique du tableau est inspiré des premiers tableaux de Goya, exécutés à Fuendetodos et détruits pendant la guerre d'Espagne. La composition, en forme de pyramide fut répétée par Goya tout au long de sa carrière, par exemple dans Le Buveur et La Prairie de Saint-Isidore pour les tapisseries. 
La toile mise à jour par José Gudiol en 1970. Elle provient des fonds picturaux de Juan Martín de Goycoechea  y Galarza. Il a intégré la collection Pascua y Quinto de Zaragoza par héritage et liens familiaux. La toile forme un couple avec la Triple Génération et possède une approche stylistique très commune avec L'Adoration du nom de Dieu (chœur de la basilique Notre-Dame-du-Pilier de Saragosse), avec le Baptême du Christ et avec le Portrait de Juan-Martin de Goycoechea. Toutes ces peintures furent transmises par héritage par la seconde épouse la comtesse Sobradiel.

## Analyse
L'image représente la Vierge du Pilar, l'apôtre Jacques le Majeur et certains de ses disciples à Caesaraugusta d’après la tradition catholique qui indique que, en l’an 40, la Vierge Marie est apparue à saint Jacques à Saragosse, pour encourager l'apôtre dans la prédication en Hispanie. 

Le travail montre l'influence du maître de Goya, José Luzán. Bozal (2005) affirme que rien n’est typique de Goya dans cette œuvre, et que plus généralement il ne reste rien de Goya de cette époque : 

« Qu'a-t-il appris de Luzán? Il faudrait conclure en examinant la peinture du maître, mais de Goya lui-même rien ne reste de ces années. »

Il est plus prudent de parler d'une œuvre de jeunesse, mais non d’une œuvre formation et de la dater de 1768-1769. 
Gudiol souligne vigoureux schéma linéaire et les triangulations alors si populaire, et l’explique sur deux éléments basiques :

« (...) la monumentalité de la Forme et la liberté de traitement. (...) L'architecture de la composition est basée sur la superposition dynamique de contraste de clair-obscur et, en même temps, de proximité ou d'éloignement. À travers les nuages et les groupes de personnages, Goya définit rythmes alternés croissants d'une grande beauté. Nous devons attirer l'attention sur la qualité tactile des premiers personnages dans leurs manteaux, dont la forme et la texture se réfère encore à la calligraphie complexe que nous considérons comme un facteur caractéristique de la peinture  Fuendetodos. La sécurité de Goya lui permet de résoudre avec la plus grande économie de moyens, les groupes de personnages animés par des lumières et des couleurs vives. Ces œuvres — Gudiol se réfère à la paire — contiennent l'embryon qui vivifie la décoration murale Chœur du Pilar, à l'écart de l’académisme par l'utilisation abondante de l'imprécis, ainsi que les déformations expressives des recours auxquels n’échappe pas même le visage de la Vierge. »

— José Gudiol.[réf. non conforme]
L'historien aragonais José Luis Morales y Marín (es) affirme quant à cette toile : « sa facture apparaît une huile « luzanesque » pour être remplacé par celle de Subías Bayeu Francisco (1734-1795), clarifiant les teintes avec une luminosité plus élevée, dénudant les coups de pinceaux d’un point de vue du tracé, tout en étendant le sens spatial, comme il le fit d’une façon plus radicale dans la décoration d'Aula Dei.[réf. non conforme] »